# Struisgras
Struisgras (Agrostis) is een geslacht uit de grassenfamilie (Poaceae). De soorten van dit geslacht komen wereldwijd voor in gebieden met een gematigd klimaat.

## Kenmerken

### Vegetatieve kenmerken
Struikgrassoorten zijn meerjarige kruidachtige planten. Deze grassen, die niet rietachtig zijn, groeien in bosjes en vormen korte ondergrondse uitlopers die niet langer zijn dan 1 meter. De lineaire bladeren zijn 5 tot 11 mm breed en de jongste bladeren lijken gekruld in plaats van gevouwen wanneer ze in dwarsdoorsnede worden doorgesneden. De vaak duidelijk gekartelde, kale, stijve bladeren hebben een haarloze bladschede en vrij lange puntige ligula.

### Bloeiende kenmerken
De pluimvormige bloeiwijzen zijn meestal geelachtig of roodachtig van kleur, maar er zijn ook groen gekleurde. De onderste pluimtakken verschijnen in drieën of meer langs de pluimas, maar er zijn slechts twee basale takken. De aartjes zijn eenbloemig, zeer fijn, gesteeld en solitair, en lijken zijdelings samengedrukt. De as van het aartje is ook kaal en niet behaard.

## Soorten (selectie)
- Agrostis aequivalvi
- Agrostis avenacea
- Agrostis blasdalei
- Agrostis canina (moerasstruisgras)
- Agrostis capillaris (gewoon struisgras)
- Agrostis castellana
- Agrostis clavata
- Agrostis curtisii
- Agrostis densiflora
- Agrostis elliottiana
- Agrostis exarata
- Agrostis gigantea (hoog struisgras)
- Agrostis goughensis
- Agrostis hallii
- Agrostis hendersonii
- Agrostis hooveri
- Agrostis howellii
- Agrostis hyemalis (klein struisgras)
- Agrostis idahoensis
- Agrostis magellanica
- Agrostis mannii
- Agrostis media
- Agrostis mertensii
- Agrostis microphylla
- Agrostis oregonensis
- Agrostis pallens
- Agrostis perennans
- Agrostis scabra (ruw struisgras)
- Agrostis stolonifera (fioringras)
- Agrostis tandilensis
- Agrostis trachychlaena
- Agrostis variabilis
- Agrostis vinealis (zandstruisgras)